# Moszczenica (gmina w województwie łódzkim)
Moszczenica – gmina wiejska w województwie łódzkim, w powiecie piotrkowskim. W latach 1975–1998 gmina położona była w województwie piotrkowskim.
Siedziba gminy to Moszczenica.

## Położenie
Gmina Moszczenica, pod względem geograficznym, leży na granicy Równiny Piotrkowskiej i Wysoczyzny Bełchatowskiej, należących do makroregionu Niziny Południowomazowieckiej. Moszczenica oddalona jest 10 km od Piotrkowa Tryb., ok. 5 km od drogi ekspresowej S8 Warszawa – Wrocław i ok. 15 km od autostrady A1 Gdańsk – Toruń – Łódź – Katowice.
Przez gminę przebiega linia kolejowa nr 1 (stacje: Baby, Moszczenica i Jarosty).

## Sołectwa
Baby, Białkowice, Gajkowice, Gazomia Stara, Gazomia Nowa, Gościmowice Pierwsze, Gościmowice Drugie, Jarosty, Karlin, Kiełczówka, Kosów, Michałów, Moszczenica (dwa sołectwa: Moszczenica i Moszczenica-Osiedle), Podolin, Pomyków, Powęziny, Raciborowice, Raków, Rękoraj, Sierosław, Srock i Wola Moszczenicka (jako Moszczenica-Wola).

## Miejscowości bez statusu sołectwa
Cegielnia Moszczenicka, Dąbrówka (pod sołectwo Srock), Daszówka (pod sołectwo Jarosty), Imielnia, Lewkówka, Pieńki Karlińskie, Raków Duży.

## Sąsiednie gminy
Będków, Czarnocin, Grabica, miasto na prawach powiatu – Piotrków Trybunalski, Tuszyn, Wolbórz

## Struktura powierzchni
Według danych z roku 2007 gmina Moszczenica ma obszar 111,49 km², w tym:
- użytki rolne: 81%
- użytki leśne: 12%

Gmina stanowi 7,8% powierzchni powiatu piotrkowskiego.

## Demografia
Dane o ludności z 31 grudnia 2007:
| Opis                                | Ogółem | Ogółem | Kobiety | Kobiety | Mężczyźni | Mężczyźni |
| ----------------------------------- | ------ | ------ | ------- | ------- | --------- | --------- |
| Jednostka                           | osób   | %      | osób    | %       | osób      | %         |
| Populacja                           | 12 833 | 100    | 6635    | 51,7    | 6198      | 48,3      |
| Wiek przedprodukcyjny (0–17 lat)    | 2245   | 17,49  | 1076    | 8,38    | 1169      | 9,11      |
| Wiek produkcyjny (18–65 lat)        | 8507   | 66,29  | 4055    | 31,6    | 4452      | 34,69     |
| Wiek poprodukcyjny (powyżej 65 lat) | 2081   | 16,22  | 1504    | 11,72   | 577       | 4,5       |

## Galeria

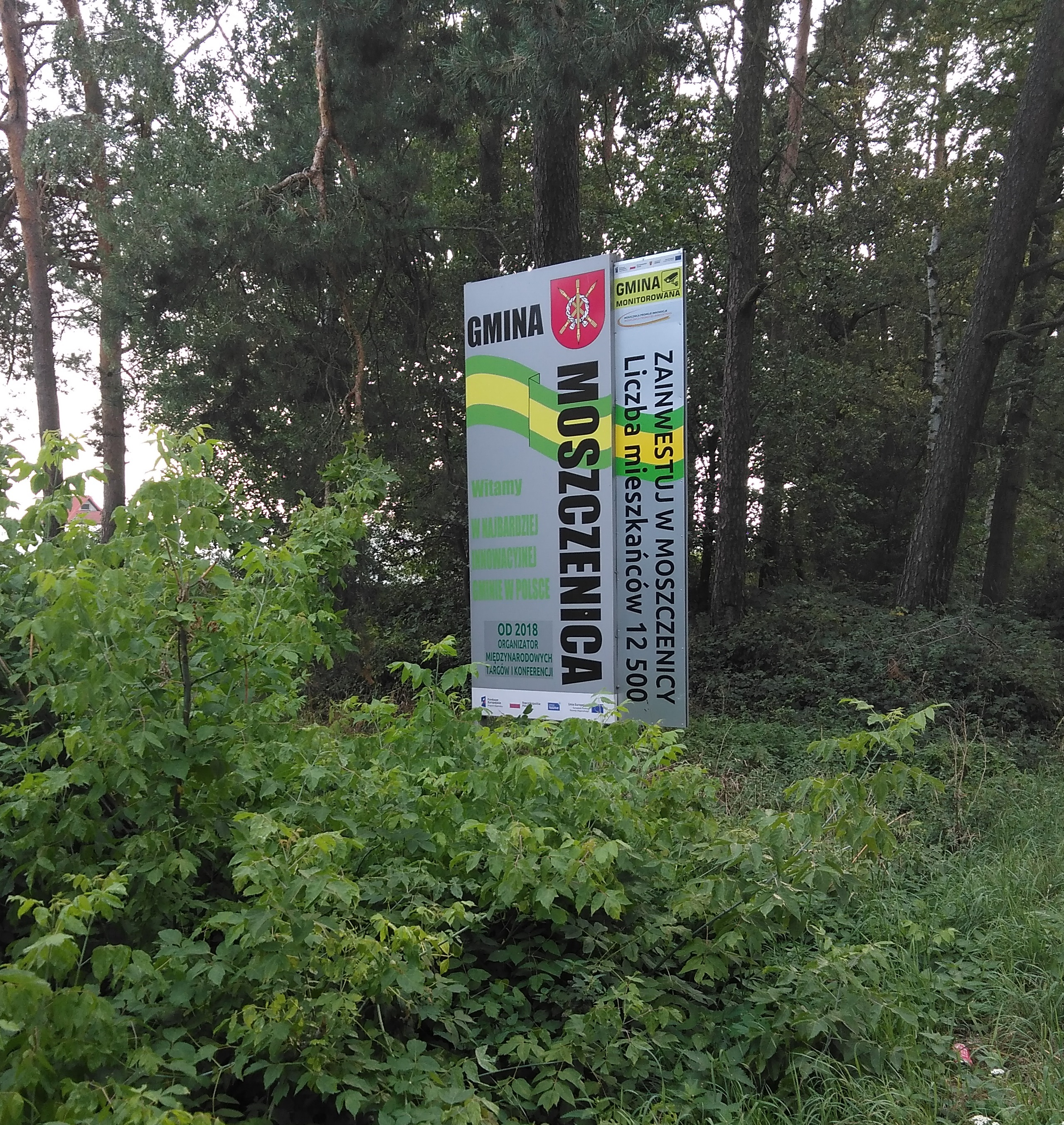
Witacz gminy Moszczenica w 2024 r.
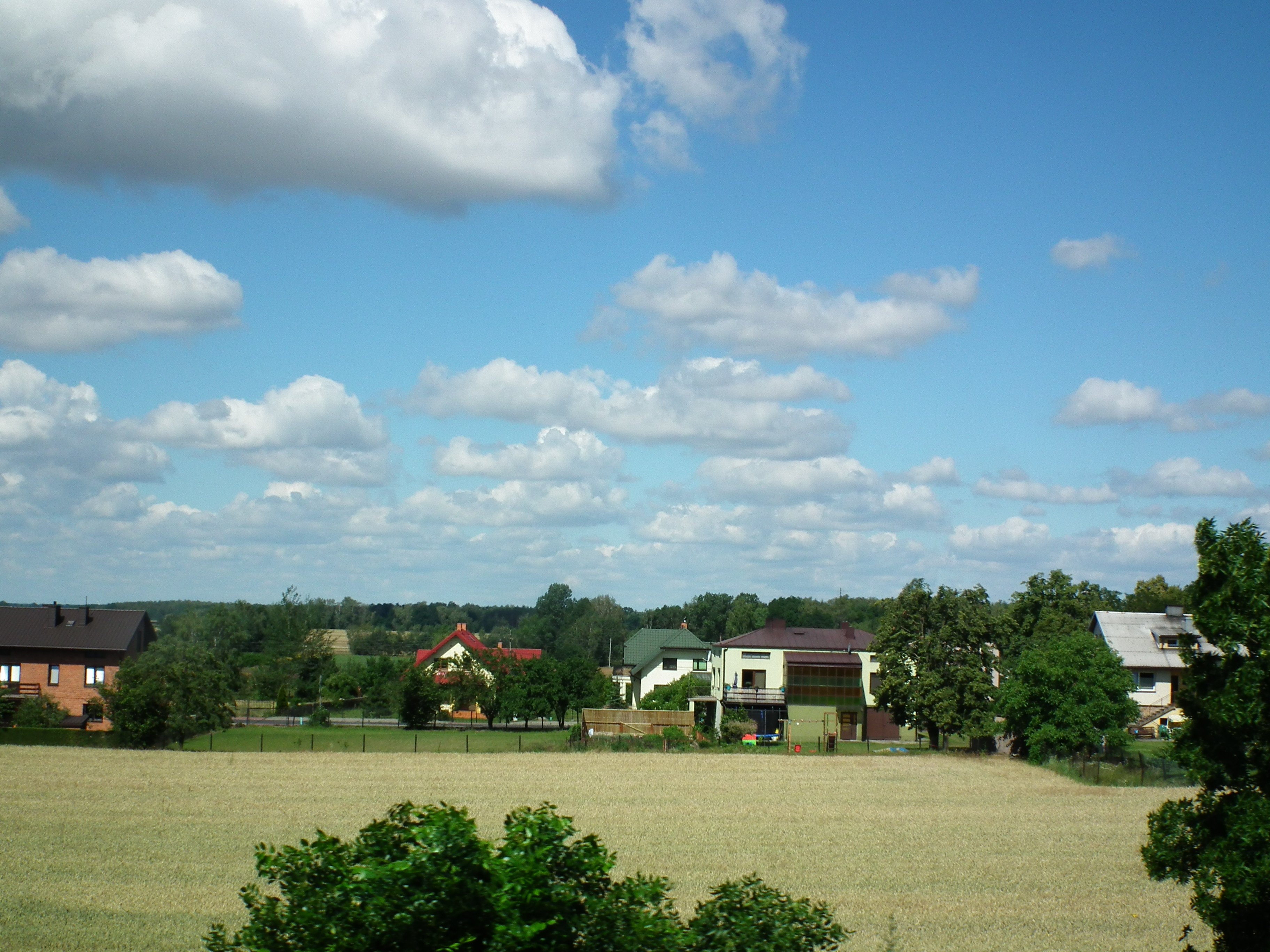
Krajobraz gminy w rejonie Bab
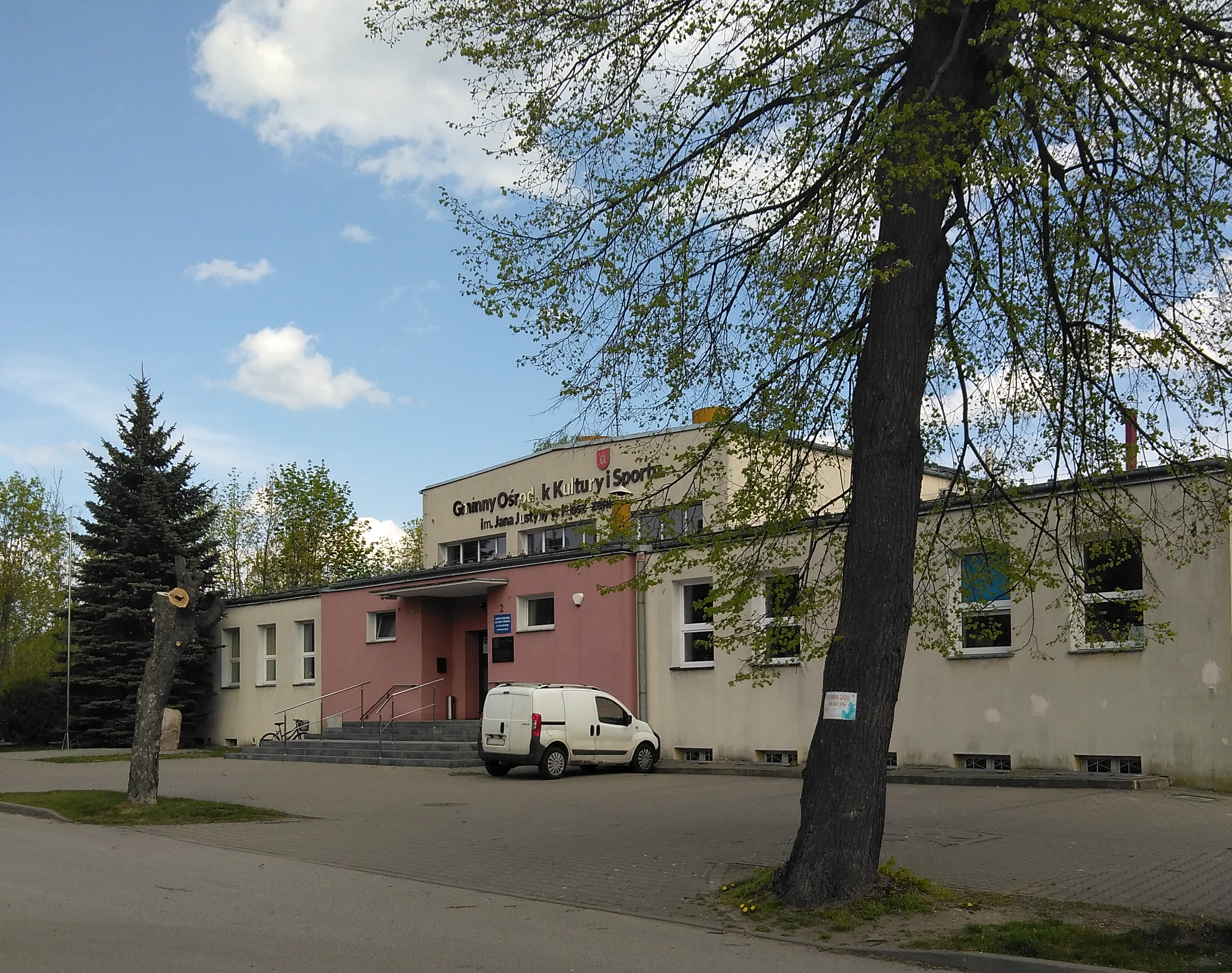
Gminny Ośrodek Kultury i Sportu im. Jana Justyny w Moszczenicy
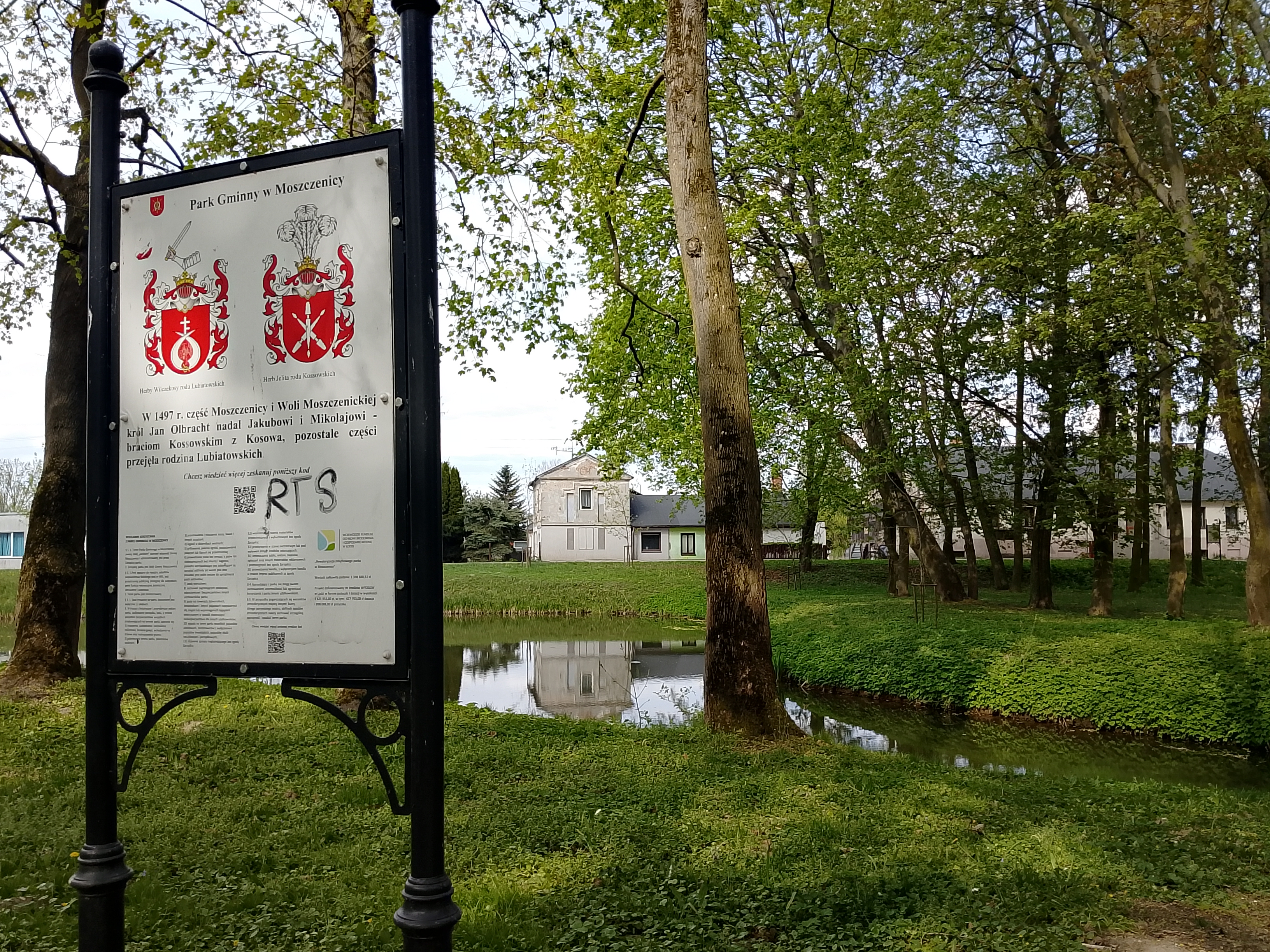
Park Gminny w Moszczenicy
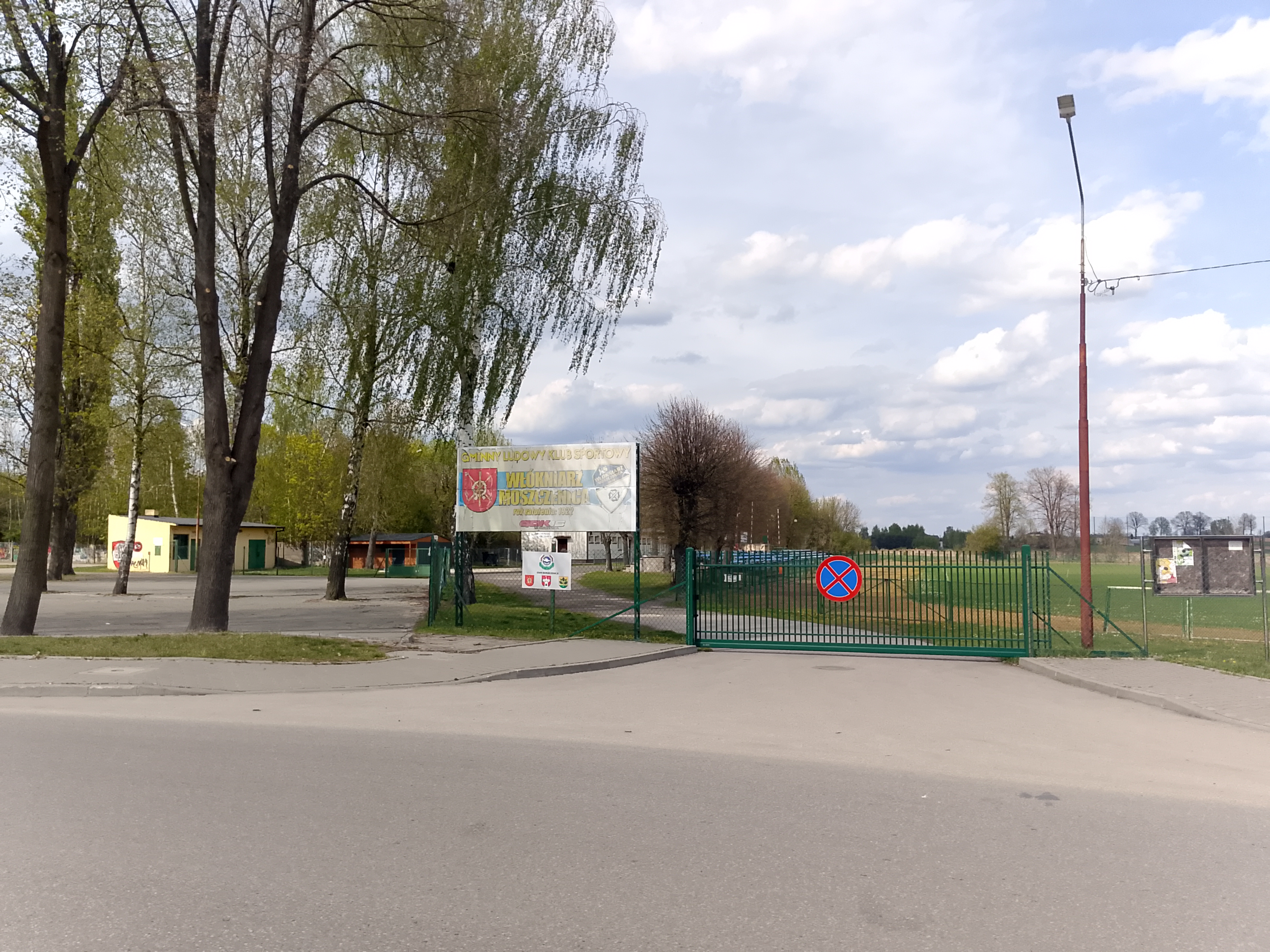
Stadion Gminnego Klubu Sportowego "Włókniarz" w Moszczenicy